# Enhetskvadrat

Enhetskvadraten i det reella planet.

Enhetskvadrat är en kvadrat vars sidor har längden 1 längdenhet. I det kartesiska planet har enhetskvadraten hörn i (0, 0), (1, 0), (0, 1) och (1, 1).